# Nitrato mercuroso
Il nitrato mercuroso è il sale di mercurio (I) dell'acido nitrico.
A temperatura ambiente si presenta come un solido da incolore a bianco, inodore. È un composto molto tossico, pericoloso per l'ambiente. Generalmente cristallizza come diidrato, ma è nota anche la forma anidra.